# UTVA Kobac
O UTVA Kobac (do sérvio Кобац (pt: Gavião-da-europa) é um avião protótipo tipo caça desenvolvido na Sérvia pela empresa UTVA Indústria Aeronáutica. É um monomotor turboélice de asa baixa com assentos em tandem que está em desenvolvimento, possui fuselagem toda em metal, ele é capaz de desempenhar um treinamento básico de alto rendimento e pode realizar acrobacias aéreas. Os instrumentos, a tática de voo e as suas provisões tornam fácil a transição para um caça a jato de treino para níveis mais altos de aprendizagem. A aeronave será capaz de dar suporte aéreo a forças terrestres, atuar em contra-insurgências e em missões de reconhecimento.

## Desenvolvimento
O Kobac é um treinador a um nível acima do modelo UTVA Lasta 95 para treinamento básico de pilotos. Em voo o Kobac é projetado para ter uma velocidade máxima de 500 km/h (311 mph). Ele é baseado no mesmo airframe do Lasta 95, mas com inúmeras modificações na sua suite para novas regras. A mudança mais óbvia é na parte de sua motorização com um turboélice de 750 hp (559 kW) em um nariz alongado, dois motores estão disponíveis na versão de produção o primeiro sendo um Pratt & Whitney Canada PT6A-25C o de 750 hp ou um motor de fabricação russa Ivchenko-Progress AI-450C-2 de 730 hp (544 kW).
Na parte de ataque ele é muito mais equipado que o modelo Lasta 95 que possuía somente dois pontos duros para aprovisionamentos como pods de armas ou bombas leves, o Kobac pode ser completamente equipado para operações de combate com um total de 1 100 kg (2 430 lb) de armamentos variados em seus quatro pontos duros sob as asas, estes armamentos podem ser bombas de queda livre, tubos de lançamento para foguetes contendo seis ou sete ou ainda pods com metralhadoras de 12,7 mm (0,500 in) até canhões de 20 mm (0,787 in), nas pontas das asas há a possibilidade de instalação de mísseis ar-ar ou mísseis ar-terra, no ponto central abaixo do cockpit pode ser instalados Contra-medidas eletrônicas.